# Tiburcio Díaz Carrasco
Tiburcio Díaz Carrasco (n. 1896) va ser un comptable i sindicalista espanyol.

## Biografia
Nascut en la localitat toledana Lominchar el 16 de juliol de 1896, de professió va ser perit mercantil i comptable. Va arribar a treballar per a la Societat General Sucrera d'Espanya a Madrid. Membre del PSOE i la UGT, va exercir com a president de Sindicat Nacional de Sucreres i Alcoholers d'Espanya. També va ser membre del Sindicat d'Empleats d'Oficines de la UGT. Després de l'esclat de la Guerra civil es va unir a les forces republicanes i ingressaria en el Cos de Carabiners. Va arribar a manar la 8a Divisió en el front de Madrid. En l'estiu de 1937 va assumir la prefectura de la 222a Brigada Mixta, unitat que va manar durant la resta de la contesa.
Després del final de la contesa es va exiliar a Mèxic, on va arribar al juliol de 1939. Allí seria un dels fundadors de l'Associació d'Immigrants Espanyols de Mèxic (AIEM), de la qual va ser nomenat president. També va formar part del Cercle «Pablo Iglesias», de tendència socialista. Va morir en l'exili mexicà.